# Désignation des sources d'ondes radio
Avec le développement de la radioastronomie au milieu du XXe siècle, un nombre croissant de sources d'ondes radio a été catalogué par les astronomes.
Historiquement, les sources d'ondes radio étaient peu nombreuses. Elles étaient classifiées par le nom de leur constellation d'appartenance (en latin ou par leur abréviation usuelle), suivi d'une lettre indiquant leur rang, par ordre de découverte et/ou de luminosité dans cette gamme de longueur d'onde. Par exemple, Cassiopeia A, ou Cas A désigne la première source d'ondes radio détectée dans la constellation de Cassiopée.

## Quelques sources historiques d'ondes radio
- Cassiopeia A, un rémanent de supernova dont l'explosion, vers la fin du XVIIe siècle n'a pas été vue par les astronomes de l'époque, malgré des conditions d'observation a priori favorables
- Cassiopeia B, un autre rémanent de supernova (SNR G120.1+01.4, 3C 10), celui issu de la supernova historique SN 1572 observée par Tycho Brahe
- Puppis A, un rémanent de supernova, dont le pulsar central est connu (PSR J0822-4300)
- Taurus A, correspondant à la nébuleuse du Crabe, également un rémanent de supernova
- Cygnus A, une galaxie de Seyfert (4C 40.40)
- Ursa Major A, correspondant à la galaxie M82
- Sagittarius A, correspondant au centre galactique et en réalité plusieurs objets distincts : Sgr A*, le trou noir supermassif central de notre Galaxie, Sgr A Est, un rémanent de supernova, et Sgr A Ouest, une région HII située à proximité des deux autres.